# Salerno (paard)
De salerno is een paardenras uit de Italiaanse provincie Salerno. Het ras is ontstaan door een kruising van andalusiër en napolitaners. Het paard is 160 tot 170 centimeter hoog en komt meestal voor in de kleuren bruin, zwart en vos.

## Geschiedenis
De salerno vindt zijn oorsprong in de provincie Salerno in Italië. Er was geen vast fokschema voor deze paarden tot aan 1780. Rond die tijd begon een stoeterij selectief te fokken. De basis werd gevormd door Napolitaanse, Spaanse en oosterse paarden.
Gedurende de 20e eeuw werd de salerno verder gekruist met hackneys en Engelse volbloeden. Dit maakte dat de salerno groter werd.
De salerno stond aanvankelijk tezamen met de persano geregistreerd, maar in 2015 erkende het Italiaanse ministerie van Landbouw de twee als afzonderlijke rassen.

## Uiterlijk
Salerno's hebben een licht en goedgevormd hoofd. Ze hebben een lange, gespierde nek. De rug heeft een goede verhouding. Ze hebben sterke dunne benen en zijn 160 tot 170 centimeter hoog.

## Gebruik
De salerno is een eersteklas rijpaard, dat ook veel door de cavalerie werd gebruikt. Verder zijn de paarden geschikt voor paardensporten en zijn ze van nature goede springers.

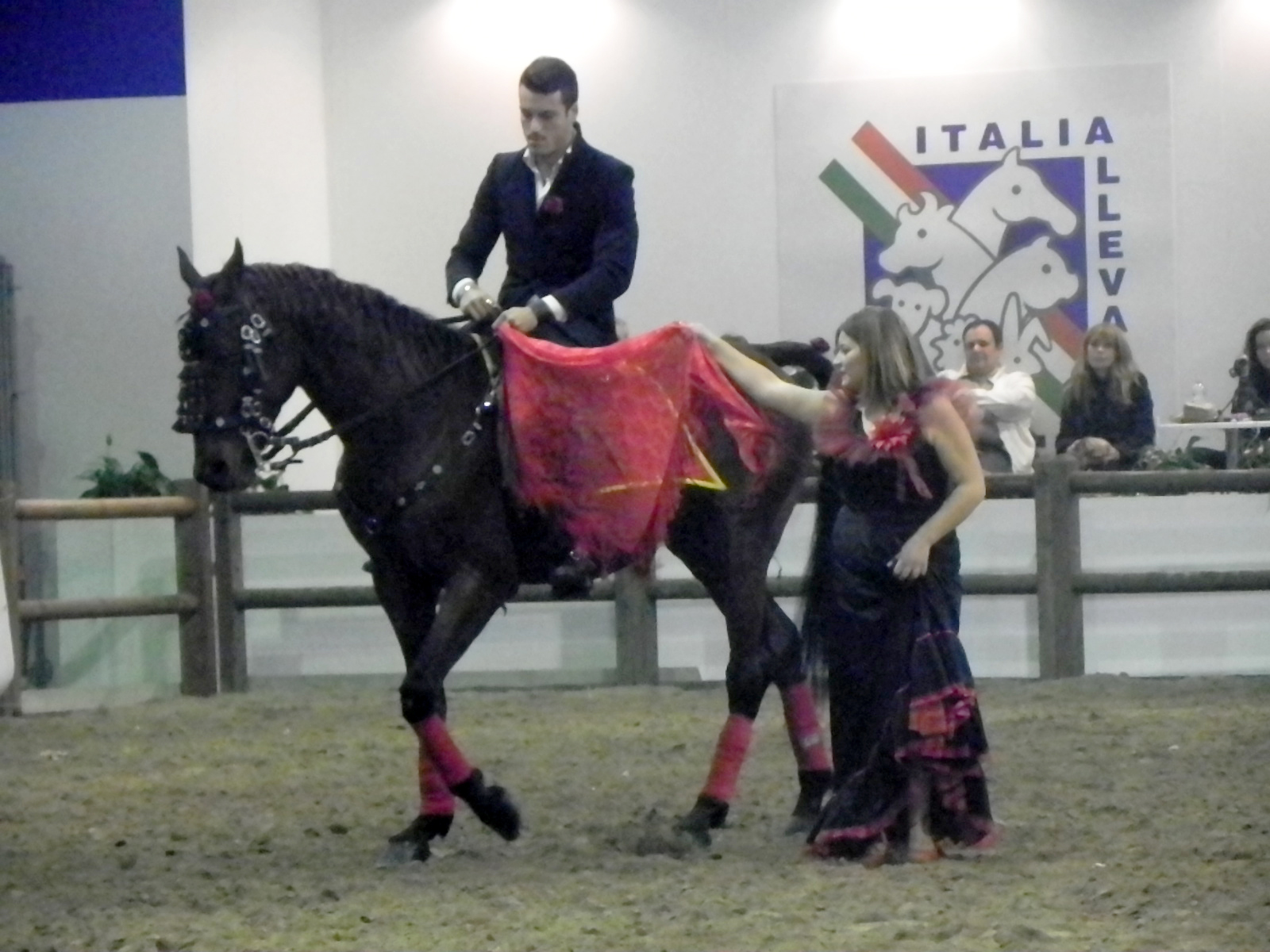